# ماری مارتینو
ماری مارتینو (فرانسوی: Marie Martinod‎؛ زادهٔ ۲۰ ژوئیهٔ ۱۹۸۴) اسکی‌باز اهل فرانسه است.
وی در مسابقات کشوری و بین‌المللی در مجموع برندهٔ ۱ مدال طلا، ۲ مدال نقره، ۲ مدال برنز شده‌است.